# 卡美哈梅哈三世
卡美哈梅哈三世（Kamehameha III，1813年8月11日—1854年12月15日）是夏威夷王國第三代國王（1824年至1854年在位）。原名為考伊柯奧烏利（Kauikeaouli），全名Keaweaweʻula Kiwalaʻo Kauikeaouli Kaleiopapa。即位後，他的名字被擴展為Keaweaweʻula Kiwalaʻo Kauikeaouli Kaleiopapa Kalani Waiakua Kalanikau Iokikilo Kiwalaʻo i ke kapu Kamehameha。他是夏威夷王國統治時期最長的國王，共統治了20年又192天。雖然早期由共治者卡胡馬努一世王后（Queen Kaʻahumanu）與卡胡馬努二世（Kaʻahumanu II）先後代理朝政。他也是夏威夷歷史上第一位基督徒國王，自此基督教取得排斥夏威夷本土民族信仰和宗教的權力，通過1840年和1852年的兩部憲法，使夏威夷從世俗君主制轉變為君主立憲制，並成爲基督教國家。

## 早年
考伊柯奧烏利於1813年8月11日出生在夏威夷島的柯奧侯灣（Keauhou Bay），是卡美哈梅哈一世與茂伊島高級女酋長柯奧普奧拉尼（Keopuolani）的次子。他所出生的宗族對夏威夷傳統禁忌十分重視。考伊柯奧烏利比他的長兄利霍利霍小11歲，利霍利霍則於1819年卡美哈梅哈一世逝世後即位為王。考伊柯奧烏利出生時，曾被產婆判斷為流產，但凱基歐埃瓦酋長（Chief Kaikioʻewa）的先知卡皮黑（Kapihe）使用巫術召喚他的靈魂，令其恢復知覺，隨後他被宣佈為依然活著。考伊柯奧烏利被洗淨，放在祭壇上，眾人向他搧風，祈禱，向他的身上灑上水，直到他開始了第一聲哭泣。後來，卡皮黑被尊為「考諾希歐卡拉（Kaʻönohiokalä）」，意即「嬰兒之神」。雖然出生在8月11日，但是因為尊敬愛爾蘭聖派屈克主教的緣故，考伊柯奧烏利選擇在3月17日慶祝自己的生日。
考伊柯奧烏利擁有一段坎坷的童年。他不得不在由共治者卡胡馬努一世強行灌輸于王國民眾之上的基督教思想和民眾恢復夏威夷傳統信仰的渴望間作痛苦的抉擇。在擁有一座烈性酒倉庫的歐胡島總督波基（governor Boki）的影響下，考伊柯奧烏利開始酗酒，明顯地表現出了對基督教道德觀念的反叛。

## 統治

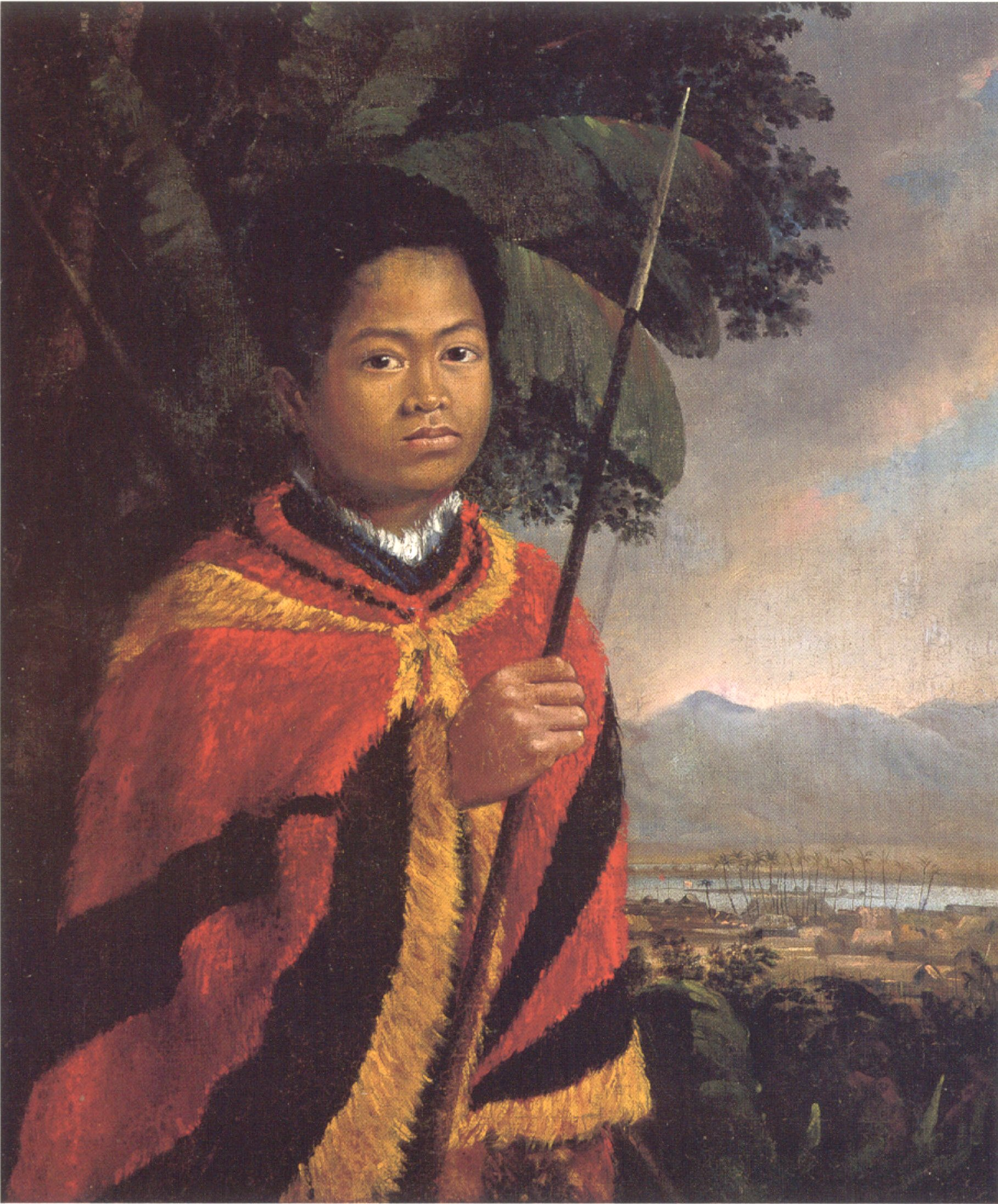
卡美哈梅哈三世年輕時的油畫畫像，Robert Dampier繪於1825年。現藏於檀香山藝術學院

在卡美哈梅哈二世病逝11個月之後，考伊柯奧烏利於1825年6月6日繼承了王位。1824年至1832年的七年期間，夏威夷政權的實際掌權者是國王最嚴厲的養母卡胡馬努一世。1832年卡胡馬努逝世時，指定國王的同母異父姐姐伊莉莎白·基瑙（Elizabeth Kinaʻu）攝政，稱卡胡馬努二世。基瑙於國王25歲時逝世，這時國王才得以正式掌權。
考伊柯奧烏利即位時，夏威夷人口約為150,000，這還不足庫克船長1778年到達夏威夷時當地人口的三分之一。在位期間，又因天花流行，人口再次銳減。
1839年，由於來自法國的戰爭威脅，國王頒佈了夏威夷歷史上的第一部法令——《寬容法令》（Edict of Toleration），使天主教合法化。他也制定了夏威夷歷史上的第一部憲法——1840年憲法。兩年之後，他將首都從拉海納（Lahaina）遷往檀香山。
1843年，一位名叫喬治·泡利（George Paulet）的英國海軍中校企圖迫使夏威夷王國接受英國國王的統治。但考伊柯奧烏利後來警覺到了這位英國船長的流氓行動，最終保持了夏威夷的獨立。在經歷了一段短暫的猶豫之後，國王說了一句話，而這句話後來成為了夏威夷的格言：「Ua mau ke ea o ka aina i ka pono（這片土地上的君權/生命正公正地持續著）」同年7月29日，英國海軍上將湯瑪斯（Thomas）宣稱中校的行動非英國政府的本意。後來正式將王國歸還給了卡美哈梅哈三世國王。這一天是11月28日，被稱為「主權回歸日（Ka la Hoʻihoʻi Ea）」，成為王國的法定假日。
國王在位期間最重要的政策之一就是1848年的土地大分配法令（Great Mahele），這部法令重新分配政府、國王、貴族和平民之間的土地。許多平民沒有意識到這項法令會頒佈，從而錯失了分得土地的機會。最初，外國人也被允許分得土地。1849年，法國海軍上將路易·德·圖梅林（Louis de Tromelin）要求分得土地，遭國王的拒絕。隨後圖梅林上將率軍洗劫了檀香山港。卡美哈梅哈三世的第二個重要政策就是制定1852年憲法，大幅度地解放政治。
1853年5月16日，卡美哈梅哈三世國王宣告了夏威夷王國於歐洲克里米亞戰爭中處於中立國的地位。

## 婚姻與子女

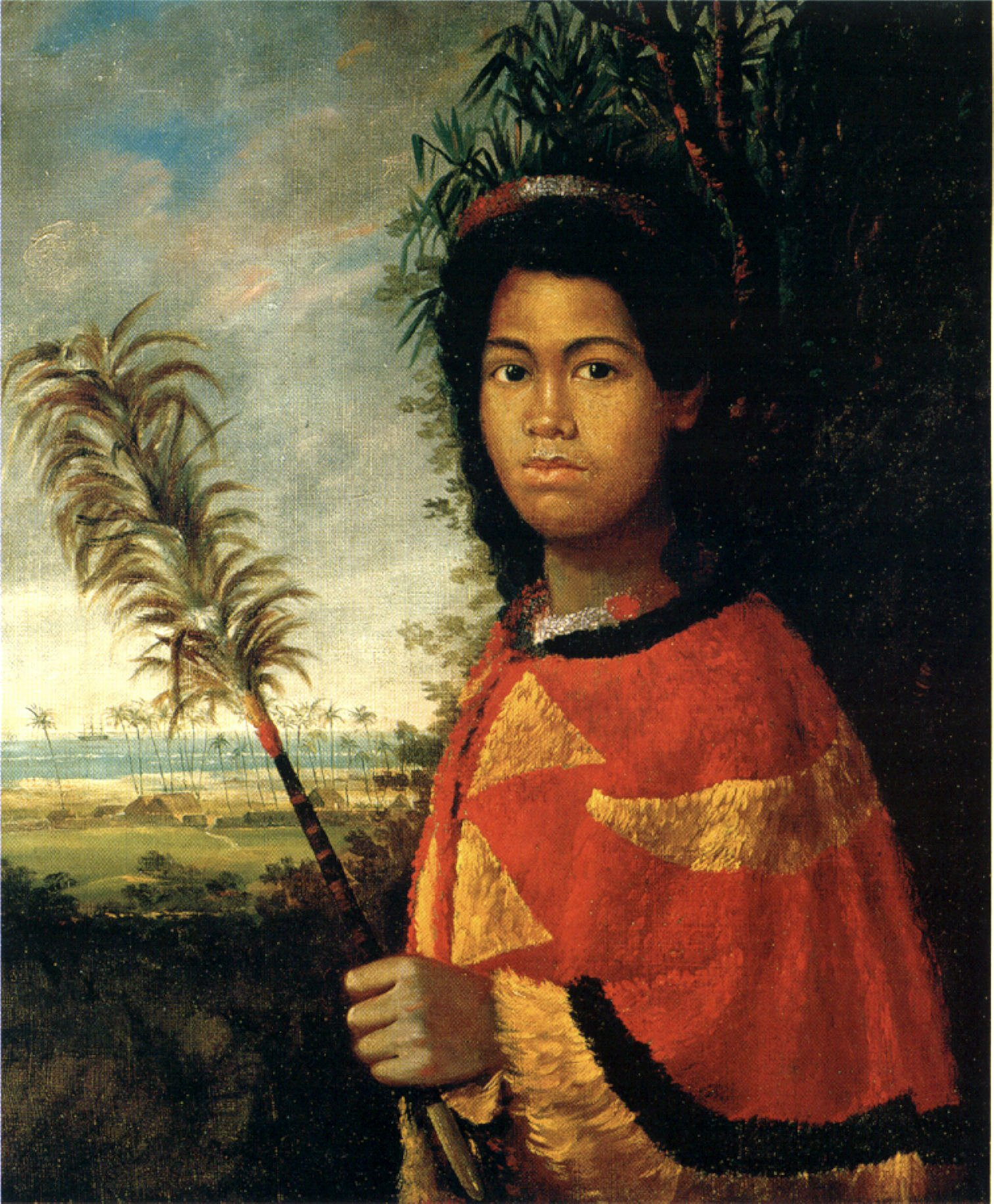
納夏奈納公主

在古代夏威夷，上層社會認為近親結婚是維護家族血統純潔的最佳方法。國王的兄長利霍利霍與其妻子卡瑪瑪魯（Kamamalu）就是一對由同父異母兄妹結成的夫妻。卡美哈梅哈三世國王年輕的時候曾經深愛著自己的妹妹納夏奈納（Nāhiʻenaʻena）並計畫與她成婚，這在一般社會是一種不被容許的亂倫。
1836年國王的妹妹死後，國王同與自己沒有任何血緣關係的女酋長卡拉瑪·哈卡勒勒波尼·卡帕庫海利（Kalama Hakaleleponi Kapakuhaili）結婚，並育有兩子：柯阿威阿維烏勞卡拉尼（Keaweaweʻulaokalani）和柯阿威阿維烏勞卡拉尼二世（Keaweaweʻulaokalani II），但都死於童年。國王又與情婦簡·勒希拉尼（Jane Lahilahi，為卡美哈梅哈一世時期顧問約翰·揚（John Young）的女兒）育有一對雙胞胎：考瓦王子（Keoua）和阿爾伯特王子（Albert）。其中考瓦王子早殤，阿爾伯特王子則活到了成年。

## 晚年
隨著時間的流逝，考伊柯奧烏利發現自己順從了夏威夷複雜多變的局勢。他的權威因外界因素而遭到損害，他的叛逆個性逐漸變得溫和起來。1854年，國王命令外交大臣羅伯·威利（Robert Wyllie）查明美國是否有兼併夏威夷的企圖。
1854年12月15日，卡美哈梅哈三世病逝，享年41歲。國王的外甥兼養子亞歷山大·利霍利霍繼承王位，是為卡美哈梅哈四世。卡美哈梅哈三世的遺體被埋葬于稱為「毛納·阿拉」（Mauna ʻAla）的夏威夷皇家陵園裡。

## 腳註
1. ↑  Marjorie Sinclair. . Hawaiian Journal of History. Hawaii Historical Society: 3–30. 1969  [2009-12-30]. |volume=被忽略 (帮助)
2. ↑  在Find a Grave上的King Kauikeaouli Kamehameha

## 外部連結
- Helpful resource on the life and reign of King Kamehameha III
- Kamehameha III (Kauikeaouli) 1814-1854 （页面存档备份，存于）
- http://www.keouanui.org/Kamehameha3.html （页面存档备份，存于）
- Kauikeaouli chose St. Patrick's Day to be his official birthday. （页面存档备份，存于）
- Kamehameha III isn't King Street king （页面存档备份，存于）
- Kauikeaouli （页面存档备份，存于）
- Kaʻopa Spring - Kauikeaouli, Kamehameha III
- http://www.kaahelehawaii.com/pages/culture_alii.htm （页面存档备份，存于）
- Aloha-Hawaii.com（页面存档备份，存于）
- Photograph of Kamehameha III
- Kamehameha III coin
- PictureHistory Kamehameha III

| 前任者： 卡美哈梅哈二世 | 夏威夷國王 1824年6月6日—1854年12月15日 | 繼任者： 卡美哈梅哈四世 |